# Шайдала
Шайдала́ (рос. Шайдала) — присілок у складі Білокатайського району Башкортостану, Росія. Входить до складу Білянківської сільської ради.
Населення — 48 осіб (2010; 108 у 2002).
Національний склад:
- башкири — 47 %
- росіяни — 33 %